# Capstone
Cislunar Autonomous Positioning System Technology Operations and Navigation Experiment (Capstone) är en månkretsare som ska testa och verifiera den beräknade stabiliteten i omloppsbanan som planeras för rymdstationen Lunar Gateway. Rymdfarkosten är en kubsatellit som också kommer att testa ett navigationssystem som kommer att mäta sin position i förhållande till NASA:s Lunar Reconnaissance Orbiter (LRO) utan att förlita sig på markstationer. Den sköts upp med en Electron-raket, den 28 juni 2022. Kretsaren är den första kubsatteliten som placerats i omloppsbana kring månen.

## Historik
I september 2019 tecknades ett kontrakt värt 13,7 miljoner dollar för utveckling, tillverkning och manövrering av farkosten mellan NASA och företaget Advanced Space från Colorado.
Februari 2020 tecknades ett kontrakt med Rocket Lab om att skjuta upp sonden från Virginia i början av 2021. På grund av pandemirelaterade problem som gjorde att konstruktionen av Capstone försenats sköts uppskjutningen upp till mars 2022. Uppskjutningen skedde till slut den 28 juni 2022 från Rocket Lab Launch Complex 1B på Māhia halvön i Nya Zeeland.
Under de tre månader som följde uppskjutningen förlängde sonden gradvis sin bana runt jorden innan den slutligen fångades in i den önskade omloppsbanan kring månen 14 november 2022. Sonden blev då den första kubsatelliten i omloppsbana kring månen.

## Uppdrag
Sondens primära uppdrag är att testa stabiliteten i den planerade omloppsbanan för rymdstationen Lunar Gateway. Den ska sättas i en lätt krökt halobana, vilket är en teoretiskt möjlig omloppsbana som kräver låg energi för att transporteras till från jorden, låg energi för att behålla banan, som i princip ger obruten kontakt med jorden och som inte kräver speciellt mycket energi för nedstigning till månytan.
Sonden har även följande uppdrag:
- Demonstrera möjlighet att avgöra farkosters position relativt till månen och annan farkost utan stöd från jorden.[8]
- Lägga grunden för kommersiella stödtjänster vid framtida månuppdrag.[8]
- Ge erfarenhet kopplad till kubsatteliter kring andra himlakroppar än jorden.[8]